# Leonardo Vitetti (vescovo)
Giovan Filippo Leonardo Vitetti, o Vitetta (Cirò, 30 aprile 1703 – Castellaneta, 1778), è stato un vescovo cattolico italiano.

## Biografia
Leonardo Vitetti nacque il 30 aprile 1703 a Cirò da una famiglia borghese originaria di Crotone.
Ordinato presbitero il 7 giugno 1727, fu vicario generale delle diocesi di Rossano, Sulmona e Avellino, nonché rettore del Collegio Sant'Angelo a Nilo di Napoli, situata nei pressi dell'omonima chiesa.
Il 25 febbraio 1764 fu consacrato vescovo di Castellaneta dal cardinale Ferdinando Maria de' Rossi.
Morì a Castellaneta nel 1778.

## Genealogia episcopale
La genealogia episcopale è:
- Cardinale Scipione Rebiba
- Cardinale Giulio Antonio Santori
- Cardinale Girolamo Bernerio, O.P.
- Arcivescovo Galeazzo Sanvitale
- Cardinale Ludovico Ludovisi
- Cardinale Luigi Caetani
- Cardinale Ulderico Carpegna
- Cardinale Paluzzo Paluzzi Altieri degli Albertoni
- Cardinale Flavio Chigi
- Papa Clemente XII
- Cardinale Giovanni Antonio Guadagni
- Cardinale Ferdinando Maria de' Rossi
- Vescovo Leonardo Vitetti